# Herbert Jenter
Herbert Jenter (* 26. Februar 1930; † 18. März 2012 in Leipzig) war ein deutscher Volleyball-Trainer.

## Werdegang
Herbert Jenter war der erfolgreichste deutsche Volleyballtrainer. Er war von 1960 bis 1974 und von 1979 bis 1980 Verbandstrainer der DDR. Mit der DDR-Herrennationalmannschaft wurde er 1969 Weltpokalsieger und 1970 Weltmeister. Bei den Olympischen Spielen 1972 in München gewann er die Silbermedaille.
Auch als Vereinstrainer war Herbert Jenter erfolgreich. Mit den Herren des SC Leipzig holte er 1964 den Europapokal der Landesmeister und wurde von 1963 bis 1976 vierzehnmal in Folge DDR-Meister. 1970 wurde er mit dem Orden Banner der Arbeit und 1972 mit dem Vaterländischen Verdienstorden in Bronze ausgezeichnet.